# Тимофеев, Сергей Владимирович (футболист)
Серге́й Влади́мирович Тимофе́ев (26 июня 1981, Волгоград) — российский футболист, защитник.

## Карьера
Родился в Волгограде. Воспитанник ДЮСШ № 11 Тракторозаводского района и спортинтерната ФК «Ротор». В 2001 году стал победителем турнира дублирующих составов чемпионата России. Единственный матч в чемпионате России провёл 17 ноября 2002 года в последнем, 30 туре: в гостевой игре против «Алании» (1:0) вышел на замену на 73 минуте.